# Wesselényi István (országgyűlési elnök)
Hadadi báró Wesselényi István (Gerend, 1674. augusztus 21. – Kolozsvár, 1734. április 27.) országgyűlési és táblai elnök.

## Élete
Apja a bujdosó Wesselényi Pál, anyja Béldi Zsuzsánna volt. Gerenden született 1674. augusztus 21-én. III. István kora ifjúságától fogva a Habsburgok híve volt, és már 1699-ben Közép-Szolnok vármegye főispánja lett. 1699-ben kötött házasságot Bánffy György lányával, Katával. 1703. augusztus 4-én, a kuruc mozgalmak kitörésekor Hadadról kénytelen volt menekülni és társaival Nagyszebenben húzta meg magát. Itteni helyzetük valódi fogság volt; Rabutin tábornagy nem bízott hűségükben. 1710-1713-ig a deputatio elnöki tisztét is viselte, majd 1715-ben országgyűlési és táblai elnök lett, 1729-ben pedig belső titkos tanácsos.  1734. április 27-én halt meg Kolozsváron.
Halála után hátrahagyott naplója az 1701-1708. közötti eseményeket tartalmazza, 1704-től kezdve napról napra jegyzi fel az emlékezetre méltó eseményeket 1708 végéig; csupán az 1705. évi naplórészlet nincs napok szerint vezetve. A naplóból Erdély e mozgalmas korszakának minden részletéről pontosan, megbízható adatokkal tájékoztat.